# Ukształtowanie powierzchni Enceladusa

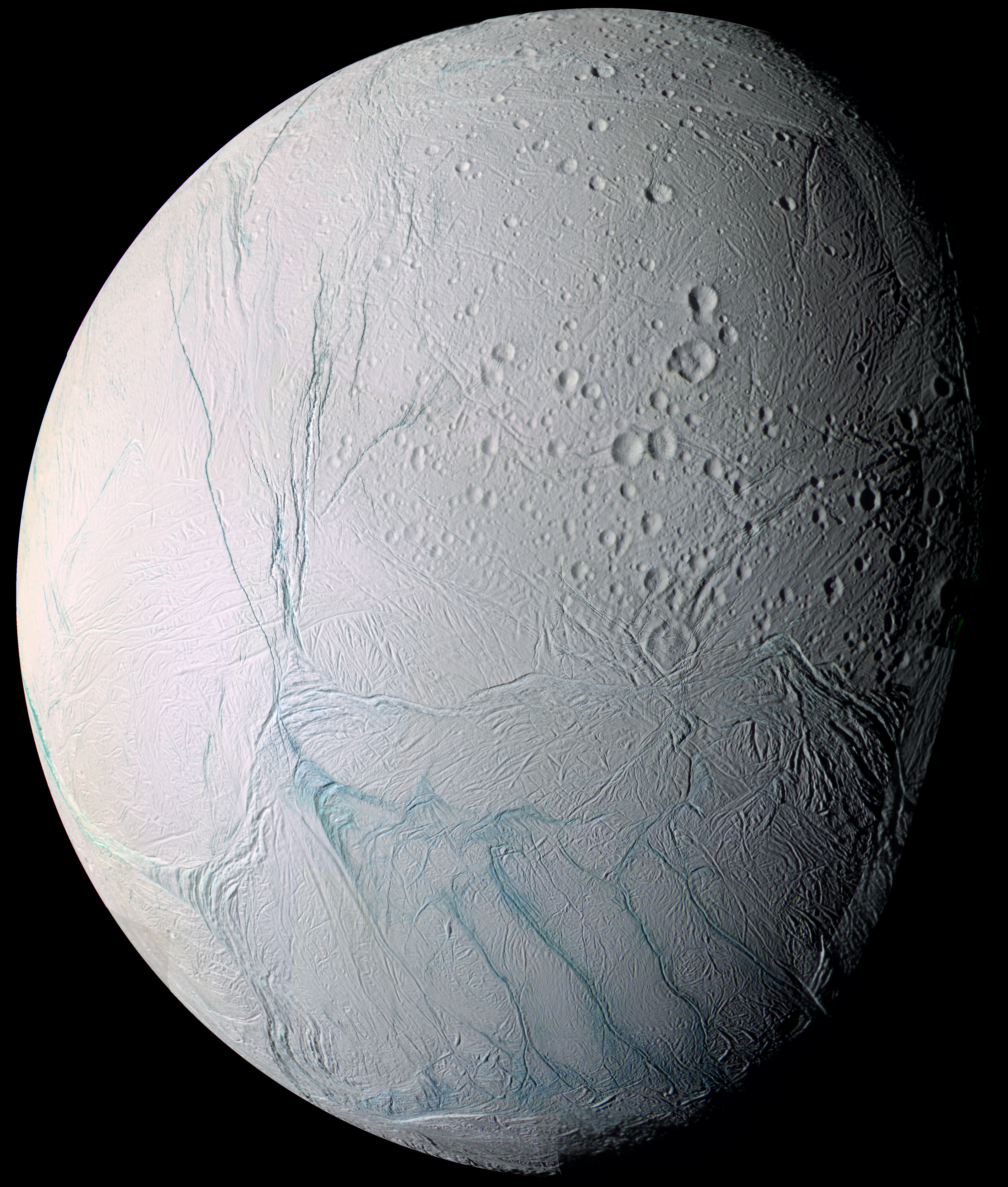
Enceladus – zdjęcie wykonane przez sondę Cassini

Na powierzchni Enceladusa, księżyca Saturna można wyróżnić następujące formacje geologiczne:
- Dorsum, dorsa (łac. grzbiet)
- Fossa, fossae (łac. rów, wąskie zagłębienie)
- Kratery
- Planitia, planitiae (łac. równina)
- Sulcus, sulci (łac. bruzda)

Poniżej znajdują się spisy wymieniające poszczególne formy geologiczne, należące do każdej z kategorii.
Nazwy formacji geologicznych na Enceladusie pochodzą od postaci i miejsc z Księgi tysiąca i jednej nocy, zbioru ludowych opowieści Bliskiego i Środkowego Wschodu.

## Dorsa
| Dorsa        | Koordynaty                             | Średnica (km) | Pochodzenie nazwy |
| ------------ | -------------------------------------- | ------------- | ----------------- |
| Cufa Dorsa   | ⌘ 3,19°N 286,17°W/3,190000 -286,170000 | 90            | miasto Cufa       |
| Ebony Dorsum | ⌘ 5,74°N 280,54°W/5,740000 -280,540000 | 70            | miasto Ebony      |

## Fossae
Nazwy fossae pochodzą od miejsc występujących w Baśniach tysiąca i jednej nocy.
| Fossae            | Koordynaty                                | Średnica (km) | Pochodzenie nazwy          |
| ----------------- | ----------------------------------------- | ------------- | -------------------------- |
| Anbar Fossae      | ⌘ 8,76°S 323,32°W/-8,760000 -323,320000   | 165           | miasto Anbar               |
| Bassorah Fossa    | ⌘ 39,8°N 19,9°W/39,800000 -19,900000      | 75            | miasto Basra               |
| Bishangarh Fossae | ⌘ 24,0°S 225,8°W/-24,000000 -225,800000   | 163           | miasto Bishangarh          |
| Daryabar Fossa    | ⌘ 9,65°N 5,42°W/9,650000 -5,420000        | 200           | region oceaniczny Daryabar |
| Isbanir Fossa     | ⌘ 11,30°N 358,26°W/11,300000 -358,260000  | 170           | miasto Isbanir             |
| Kaukabán Fossae   | ⌘ 33°N 266°W/33,000000 -266,000000        | 83,4          | miejsce Kaukabán           |
| Khorasan Fossa    | ⌘ 19,00°S 236,87°W/-19,000000 -236,870000 | 290           | region Khorasan            |

## Kratery
Nazwy kraterów pochodzą od bohaterów Baśni tysiąca i jednej nocy
| Krater     | Koordynaty                                | Średnica (km) | Pochodzenie nazwy                                           |
| ---------- | ----------------------------------------- | ------------- | ----------------------------------------------------------- |
| Ahmad      | ⌘ 57,87°N 310,02°W/57,870000 -310,020000  | 18,13         | Ahmad, przyszły mąż Peri Banu                               |
| Ajib       | ⌘ 61,68°N 239,39°W/61,680000 -239,390000  | 15,68         | Ajib, brat Ghariba                                          |
| Aladdin    | ⌘ 62,69°N 22,14°W/62,690000 -22,140000    | 30,53         | Aladyn                                                      |
| Al-Bakbuk  | ⌘ 5,26°N 191,62°W/5,260000 -191,620000    | 9,2           | Al-Bakbuk, pierwszy brat fryzjera                           |
| Al-Fakik   | ⌘ 35,52°N 306,55°W/35,520000 -306,550000  | 15,2          | Al-Fakik, trzeci brat fryzjera                              |
| Al-Haddar  | ⌘ 50,48°N 200,78°W/50,480000 -200,780000  | 15,08         | Al-Haddar, drugi brat fryzjera                              |
| Ali Baba   | ⌘ 56,84°N 17,51°W/56,840000 -17,510000    | 34,09         | Ali Baba                                                    |
| Al-Kuz     | ⌘ 18,88°S 178,66°W/-18,880000 -178,660000 | 10,15         | Al-Kuz, czwarty brat fryzjera                               |
| Al-Mustazi | ⌘ 21,09°S 201,75°W/-21,090000 -201,750000 | 9,98          | Al-Mustazi, ojciec księcia Al-Mustansira                    |
| Ayyub      | ⌘ 38,58°N 295,02°W/38,580000 -295,020000  | 17,45         | Ayyub, ojciec Ghanima i Fitny                               |
| Aziz       | ⌘ 17,73°N 348,49°W/17,730000 -348,490000  | 10,52         | Aziz, mężczyzna zaręczony ze swoją kuzynką                  |
| Bahman     | ⌘ 14,70°N 61,37°W/14,700000 -61,370000    | 10,56         | Bahman, starszy książę                                      |
| Behram     | ⌘ 15,43°S 181,49°W/-15,430000 -181,490000 | 13,29         | Behram, syn króla Persji                                    |
| Dalilah    | ⌘ 51,55°N 249,65°W/51,550000 -249,650000  | 15,51         | Dalila, podstępna starucha oszukująca mężczyzn              |
| Duban      | ⌘ 58,07°N 281,26°W/58,070000 -281,260000  | 18,73         | Duban, uleczył króla Yunana z trądu                         |
| Dunyazad   | ⌘ 41,51°N 202,04°W/41,510000 -202,040000  | 30,8          | Dunyazada, siostra Szecherezady                             |
| Fitnah     | ⌘ 45,39°N 289,99°W/45,390000 -289,990000  | 15,54         | Fitnah, córka Ayyuba                                        |
| Ghanim     | ⌘ 38,74°N 280,78°W/38,740000 -280,780000  | 14,18         | Ghanim, syn Ayyuba                                          |
| Gharib     | ⌘ 81,12°N 241,15°W/81,120000 -241,150000  | 26            | Gharib, bohater wielu opowieści                             |
| Harun      | ⌘ 36,47°N 225,74°W/36,470000 -225,740000  | 14,58         | Harun al-Rashid                                             |
| Hassan     | ⌘ 31,57°S 188,91°W/-31,570000 -188,910000 | 15,27         | Hassan z Basry                                              |
| Hisham     | ⌘ 48,25°N 280,41°W/48,250000 -280,410000  | 21,4          | Hisham, kalif                                               |
| Ishak      | ⌘ 47,60°N 225,02°W/47,600000 -225,020000  | 13,84         | Ishak                                                       |
| Ja’afar    | ⌘ 34,60°N 337,56°W/34,600000 -337,560000  | 10,15         | Ja’afar, wezyr                                              |
| Jansha     | ⌘ 30,65°S 157,40°W/-30,650000 -157,400000 | 10,8          | Jansha                                                      |
| Julnar     | ⌘ 53,76°N 347,09°W/53,760000 -347,090000  | 17,32         | Julnar, bohaterka wielu opowieści                           |
| Kamar      | ⌘ 40,62°S 32,25°W/-40,620000 -32,250000   | 19,55         | książę Kamar al-Akmár, syn króla Persji Sabura              |
| Kasim      | ⌘ 42,35°N 173,05°W/42,350000 -173,050000  | 10,53         | Kasim, chciwy brat Ali-Baby                                 |
| Khusrau    | ⌘ 4,10°S 185,86°W/-4,100000 -185,860000   | 12,4          | król Khusrau, mąż Shirin                                    |
| Ma’aruf    | ⌘ 37,16°S 333,58°W/-37,160000 -333,580000 | 7,02          | Ma’aruf, mąż Fatimy                                         |
| Marjanah   | ⌘ 38,20°N 303,01°W/38,200000 -303,010000  | 12,95         | królowa Marjanah                                            |
| Masrur     | ⌘ 66,27°N 294,27°W/66,270000 -294,270000  | 15,13         | eunuch Masrur                                               |
| Morgiana   | ⌘ 31,75°N 196,17°W/31,750000 -196,170000  | 15,4          | niewolnica Morgiana                                         |
| Musa       | ⌘ 73,85°N 11,59°W/73,850000 -11,590000    | 21,81         | Musa,                                                       |
| Mustafa    | ⌘ 30,76°S 184,95°W/-30,760000 -184,950000 | 15,54         | Mustafa, stary krawiec                                      |
| Omar       | ⌘ 17,89°N 273,97°W/17,890000 -273,970000  | 11,54         | Omar, wielki król, ojciec Sharrkana i Zau al-Makana         |
| Otbah      | ⌘ 40,03°S 159,80°W/-40,030000 -159,800000 | 10,02         | Otbah                                                       |
| Parwez     | ⌘ 22,95°N 25,56°W/22,950000 -25,560000    | 13,49         | Parwez, drugi książę, brat Bahman i Perizadah               |
| Peri-Banu  | ⌘ 62,04°N 319,14°W/62,040000 -319,140000  | 14,89         | wieszczka Peri-Banu, przyszła żona Ahmada                   |
| Perizadah  | ⌘ 21,12°S 155,11°W/-21,120000 -155,110000 | 10,43         | Perizadah, najmłodsza księżniczka, siostra Bahmana i Parwez |
| Rayya      | ⌘ 32,41°S 178,88°W/-32,410000 -178,880000 | 9,54          | Rayya                                                       |
| Sabur      | ⌘ 23,90°S 296,18°W/-23,900000 -296,180000 | 7,53          | Sabur, król Persji, ojciec Kamar                            |
| Salih      | ⌘ 5,99°S 4,40°W/-5,990000 -4,400000       | 4,41          | Salih, brat Julnar                                          |
| Samad      | ⌘ 61,69°N 1,23°W/61,690000 -1,230000      | 14,98         | Samad, prowadzi Musę i Taliba w góry                        |
| Shahrazad  | ⌘ 46,50°N 201,60°W/46,500000 -201,600000  | 19,91         | Szeherezada, główna bohaterka                               |
| Shahryar   | ⌘ 57,71°N 226,69°W/57,710000 -226,690000  | 24            | Szachrijar, król wysłuchujący opowieści Szeherezady         |
| Shakashik  | ⌘ 17,59°S 181,26°W/-17,590000 -181,260000 | 8,5           | Shakashik, szósty brat fryzjera                             |
| Sharrkan   | ⌘ 16,42°N 301,91°W/16,420000 -301,910000  | 4,3           | Sharrkan, syn króla Omara                                   |
| Shirin     | ⌘ 2,27°S 172,82°W/-2,270000 -172,820000   | 8,84          | Shirin, żona króla Khusrau                                  |
| Sindbad    | ⌘ 66,97°N 211,61°W/66,970000 -211,610000  | 29,45         | Sindbad Żeglarz                                             |
| Yunan      | ⌘ 53,95°N 285,79°W/53,950000 -285,790000  | 19,52         | Yunan, król Perski                                          |
| Zaynab     | ⌘ 69,52°N 26,97°W/69,520000 -26,970000    | 23,8          | Zaynab, córka Dalili                                        |
| Zumurrud   | ⌘ 22,23°S 182,05°W/-22,230000 -182,050000 | 20,8          | Zumurrud                                                    |

## Planitiae
| Planitiae         | Koordynaty                                | Średnica (km) | Pochodzenie nazwy                 |
| ----------------- | ----------------------------------------- | ------------- | --------------------------------- |
| Diyar Planitia    | ⌘ 13,40°S 251,95°W/-13,400000 -251,950000 | 325           | Diyar                             |
| Sarandib Planitia | ⌘ 10,23°N 311,82°W/10,230000 -311,820000  | 165           | Sarandib, arabska nazwa Sri Lanki |

## Sulci
| Sulci             | Koordynaty                                | Średnica (km) | Pochodzenie nazwy                               |
| ----------------- | ----------------------------------------- | ------------- | ----------------------------------------------- |
| Alexandria Sulcus | ⌘ 75,63°S 137,56°W/-75,630000 -137,560000 | 111           | miasto Aleksandria                              |
| Al-Medinah Sulci  | ⌘ 50,7°S 358,6°W/-50,700000 -358,600000   | 117,5         | miasto Medyna                                   |
| Al-Yaman Sulci    | ⌘ 9,7°N 191,8°W/9,700000 -191,800000      | 177,9         | kraj Jemen                                      |
| Andalús Sulci     | ⌘ 29,1°N 79,1°W/29,100000 -79,100000      | 162           | Al-Andalus, arabska nazwa Półwyspu Iberyjskiego |
| Baghdad Sulcus    | ⌘ 86,91°S 230,54°W/-86,910000 -230,540000 | 176           | miasto Bagdad                                   |
| Bulak Sulcus      | ⌘ 16,67°N 109,32°W/16,670000 -109,320000  | 49,42         | Bulak, dzielnica Kairu                          |
| Cairo Sulcus      | ⌘ 81,62°S 154,48°W/-81,620000 -154,480000 | 165           | miasto Kair                                     |
| Camphor Sulcus    | ⌘ 70,78°S 149,40°W/-70,780000 -149,400000 | 77            | Camphor                                         |
| Cashmere Sulci    | ⌘ 52,70°S 296,06°W/-52,700000 -296,060000 | 260           | region Kaszmir                                  |
| Damascus Sulcus   | ⌘ 80,59°S 285,87°W/-80,590000 -285,870000 | 125           | miasto Damaszek                                 |
| Hamah Sulci       | ⌘ 27,26°N 306,00°W/27,260000 -306,000000  | 164           | miasto Hama                                     |
| Harran Sulci      | ⌘ 26,39°N 245,93°W/26,390000 -245,930000  | 291           | miasto Harran                                   |
| Labtayt Sulci     | ⌘ 27,69°S 286,08°W/-27,690000 -286,080000 | 162           | miasto Labtayt (Sułtanat Rumu)                  |
| Láhej Sulci       | ⌘ 10,89°S 302,00°W/-10,890000 -302,000000 | 150           | Lahidż, miasto w Jemenie                        |
| Makran Sulci      | ⌘ 54,4°S 135,8°W/-54,400000 -135,800000   | 170,5         | łańcuch górski Mekran                           |
| Misr Sulci        | ⌘ 18,0°N 199,7°W/18,000000 -199,700000    | 109,8         | Misr, arabska nazwa Egiptu                      |
| Mosul Sulci       | ⌘ 58,10°S 336,73°W/-58,100000 -336,730000 | 60            | miasto Mosul                                    |
| Samarkand Sulci   | ⌘ 30,0°N 327,5°W/30,000000 -327,500000    | 360           | miasto Samarkanda                               |
| Shiraz Sulcus     | ⌘ 57,2°S 39,4°W/-57,200000 -39,400000     | 80            | miasto Sziraz                                   |
| Sind Sulci        | ⌘ 16,4°S 107,3°W/-16,400000 -107,300000   | 116           | miasto Sindh                                    |